# Manfeild: Circuit Chris Amon
O Manfeild: Circuit Chris Amon(antigo Manfeild Autocourse), é um autódromo localizado em Palmerston North, na nova Zelândia, o circuito foi inaugurado em 1973 com um traçado de 3.033 km, passando por uma ampliação em 1990 para o traçado atual de 4.511 km, o nome é e homenagem ao piloto neo-zelandês Chris Amon.